# Plaiul Domnesc
Plaiul Domnesc este o arie naturală de interes național ce corespunde categoriei a IV-a IUCN (rezervație naturală de tip paleontologic) situată în județul Dâmbovița, pe teritoriul administrativ al Moroeni.

## Localizare
Aria naturală cu o suprafață de 0,50 hectare se află în etremitatea nordică a județului Dâmbovița, aproape de limita teritorială cu județul Prahova, în Munții Bucegi, aproape de drumul național DN71, care leagă satul Moroeni de stațiunea montană Sinaia.

## Descriere
Rezervația naturală a fost declarată arie protejată prin Legea Nr.5 din 6 martie 2000 (privind aprobarea Planului de amenajare a teritoriului național - Secțiunea a III-a - zone protejate) și reprezintă o arie naturală la poalele Bucegilor, unde, în masive de calcare tithonice s-au descoperit importante depozite de faună fosilă, constituită din resturi fosilizate ale unor specii de gasteropode (moluște), bivalve (scoici), cefalopode (clasă superioară de moluște), brahiopode (nevertebrate marine cu cochilie bivalvă), hidrozoare (hidre, meduze) sau corali.  